# Platypus Theater

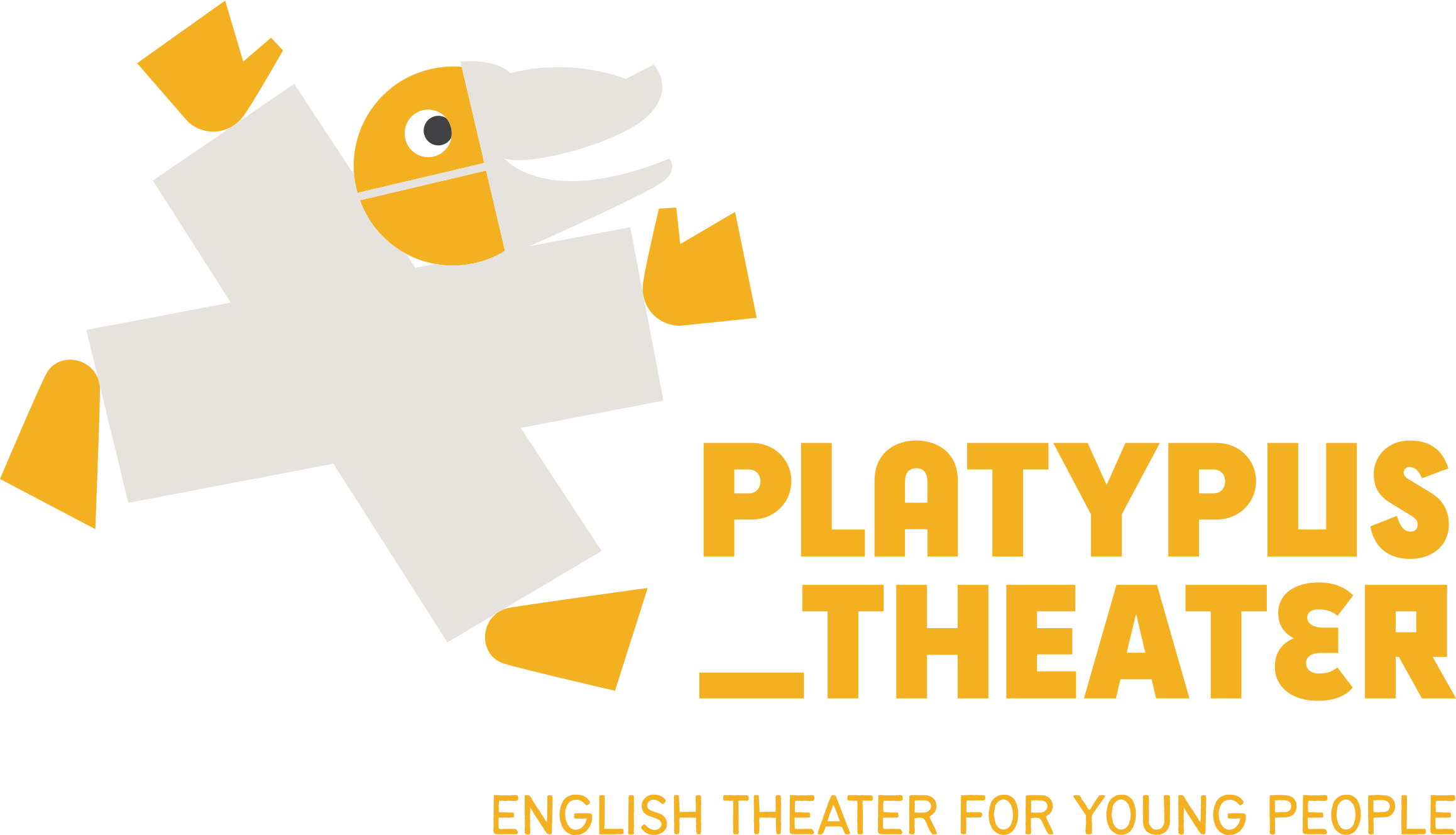
Logo des Platypus Theater

Das Platypus Theater ist ein in Berlin ansässiges freies Theater, das englischsprachige und bilinguale Theaterstücke für Kinder und Jugendliche entwickelt, produziert und spielt. (Platypus ist der englische Name für das Schnabeltier.)

## Anfänge
Das Platypus Theater wurde 1985 von dem Australier Peter Scollin und seiner Frau Anja Scollin gegründet. Das erste Stück war „Der Clown im Land der Kängurus“ auf Deutsch für Kinder ab drei Jahre.

## Englischsprachiges Kinder- und Jugendtheater
1992 wurde das erste englischsprachige Jugendtheaterstück „Teenagers in Trouble“ vom Platypus Theater produziert. Seitdem liegt der Schwerpunkt auf der Entwicklung und Produktion englischsprachiger und bilingualer Stücke.
Platypus arbeitet mit einem festen Stamm von Autoren, Schauspielern und Mitarbeitern aus dem Vereinigten Königreich, Brasilien, Australien, Finnland oder den USA. Ziel ist es vorrangig, gutes und intelligentes Theater für junge Menschen zu machen und an deren Erfahrungswelt anzuknüpfen. Dabei wird Englisch als Fremdsprache im theatralen Raum sinnlich erfahrbar und verständlich gemacht.
Für alle Stücke steht Vorbereitungsmaterial für den Unterricht zur Verfügung. Das Platypus Theater erhält für die meisten Produktionen Unterstützung des Regierenden Bürgermeisters von Berlin – Senatskanzlei – Kulturelle Angelegenheiten. Mit ca. 130 Vorstellungen erreicht Platypus jährlich ca. 23.000 Zuschauer.

## Workshops und Theaterpädagogik
Theaterpädagogische Projekte unterschiedlicher Art gehören zum festen Angebot des Platypus Theaters. Seit 2008 besteht auch eine Partnerschaft mit der Initiative TUSCH Berlin (Theater und Schule).

## Auszeichnungen
Stücke des Platypus Theaters wurden mit folgenden Preisen und Nominierungen ausgezeichnet:
Nominierungen
- Family Impossible (2005) – Nominiert für den Ikarus Theaterpreis 2006
- The Call (2011) – Nominiert für den Ikarus Theaterpreis 2012
- Safestay Hostel (2019) – Nominiert für den Ikarus Theaterpreis 2020
- iTalk (2021) – Nominiert für den Ikarus Theaterpreis 2022

Auszeichnungen
- Icarus – F**ked Up (2022) – Ikarus-Preis der Jugendjury 2023 als bestes Jugendtheaterstück in Berlin

## Auftrittsorte
Das Platypus Theater hat keine eigene Spielstätte, sondern spielt an verschiedenen Theatern und Kulturzentren in Berlin:
- BKA-Theater am Mehringdamm
- ufaFabrik in Tempelhof
- Kabarett-Theater DISTEL
- Freizeitforum Marzahn
- FEZ Berlin
- Kleist Forum in Frankfurt/Oder
- Statthaus Böckerpark
- HdJ Charlottenburg
- Humboldthaus
- Pfefferberg Theater im Prenzlauer Berg

Die Stücke werden hauptsächlich von Schulklassen besucht, einige werden auch mobil an Schulen aufgeführt. Es gab bereits Gastauftritte und Tourneen in Deutschland, Italien und Australien.

## Stücke (Jahr der Premiere)
- Der Clown im Land der Känguruhs (1985);
- Der Clown beim Kaufmann Finkelstein (1986);
- Der Clown, der seinen Circus verlor (1985);
- Wer hat Angst vor´m schwarzen Hund? (1989);
- Ach, Du dickes Ei! (1991);
- Teenagers In Trouble (1992);
- Play To Win (1993);
- On The Run (1995);
- Trau dich, Troll! (1997);
- Mandy and The Nerd (1997);
- Trolle Weihnachten (1998);
- Fossils (1998);
- The Kooky Show (1999);
- Amok (2000);
- The Ring of Friendship (2001);
- Angstmän (2003);
- A Taste Of Honey (2003);
- Lady, my life as a bitch (2004);
- The Clown Who Lost His Circus (2004);
- Family Impossible (2005);
- Ben And the Smugglers (2006);
- Dream Beach (2007);
- See You Later Navigator (2008);
- Äffchen Orange (2009);
- Alice (2009);
- The Tortilla Curtain (2010)
- Was geschah mit dem Bohnenpaar? (2011)
- The Call (2011)
- Top Card Camilla (2012)
- The Blood Knot (2013)
- Between the Lines (2015)
- Expedition 3.71 (2016)
- Fox (2017)
- Just Thirteen (2018)
- Safestay Hostel (2019)
- Money Matters (2020)
- iTalk (2021)
- Popcorn! (2021) in Kooperation mit den Flying Fox Theater
- We Should Be In School (2022)
- Icarus – F**ked Up (2022) in Kooperation mit den Flying Fox Theater
- Food Fight (2023)
- Lucy and the Beast (2024)
- Rubbish (2024)

## Veröffentlichungen
- „Kisses and Cokes“, erschienen im Cornelsen Verlag 1995
- „Family Impossible“, erschienen im Cornelsen Verlag 2006
- "Money Matters", 2022